# 天応東インターチェンジ
天応東インターチェンジ（てんのうひがしインターチェンジ）は、広島県呉市天応塩谷町にある広島呉道路のインターチェンジである。天応TBに併設されており、広島方面出口、呉方面入口のみの、ハーフICである。

## 接続道路
- 国道31号
- 広島県道66号呉環状線

## 沿革
- 1989年4月20日：広島呉道路天応IC - 呉IC間開通。
- 1996年8月30日：広島呉道路全線開通。同時に天応ICを天応東ICに改称。

## 周辺
- 呉ポートピアパーク

## 隣
E31 広島呉道路
(3-1)天応西IC（広島方面のみ） - (3-2)天応東IC/天応TB - (4)呉IC